# Microsoft Mail
Microsoft Mail (マイクロソフト・メール、表記はMSMailやMSMとされる場合も)は、マイクロソフトのローカルエリアネットワーク用の初期の電子メール製品のいくつかに付けられた名前で、主に2つのアーキテクチャが存在した。1つはMacintoshネットワーク用で、もう1つはPCアーキテクチャベースのLAN用である。最終的にはすべて、 ExchangeおよびOutlook製品ラインに置き換えられた。

## Macネットワーク
最初のMicrosoft Mail製品は、1988年にAppleTalkネットワーク向けに導入された。これは、マイクロソフトが買収して改修したInterMailという製品が基盤になっていた。 AppleTalkネットワーク上のPC用にMS-DOSクライアントが追加された。後日、この製品は他社に売却されてStar Nine Mail、そしてQuarterdeck Mailという名前になり、だいぶ昔に最終的に開発中止された。

## PCネットワーク
2番目のMicrosoft Mail製品であるMicrosoft Mail for PC Networks v2.1 は、1991年に導入された。これは、マイクロソフトが買収したブリティッシュコロンビア州バンクーバーのConsumers Softwareによって作成されたLAN電子メールシステムであるNetwork Courierが基盤になっていた。 1991年の最初のブランド変更リリースに続いて、マイクロソフトは1992年にバージョン3.0として最初のメジャーアップデートをリリースした。このバージョンには、マイクロソフトの最初のグローバルアドレスブックテクノロジと最初のネットワーク化されたスケジューリングアプリケーションであるMicrosoft Schedule+が同梱されていた。
バージョン3.0から3.5には、MS-DOS、OS/2 1.31、Mac OS、Windows（16ビットと32ビットの両方）用の電子メールクライアント、 Windows for Workgroups Mail クライアント、そしてpre-PPP/pre-SLIPダイヤルアップモデム接続を介して使うDOSベースのリモートクライアントが含まれていた。PCベースのサーバの簡略版であるMicrosoft Mail for PC Networksは、Windows 95およびWindows NT 4.0に含まれていた。このアーキテクチャに基づく最後のバージョンは3.5であった。その後は、Microsoft Exchange Serverに置き換えられ、Exchange Serverのバージョンは4.0が最初となった。
クライアントソフトウェアもMicrosoft Mailと呼ばれ、バージョン4.xなどの古いバージョンのMicrosoft Officeに含まれていた。 Windows 95の元の「受信トレイ」（ ExchangeクライアントまたはWindows Messaging）には、MS Mailサーバーに接続する機能もあった。
Microsoft Mail Serverは最終的にMicrosoft Exchangeに置き換えられた。 Microsoft Mail Client、 Microsoft Exchange Client 、およびSchedule+は、最終的にOutlook （WindowsおよびMac）に置き換えられた。

### サーバアーキテクチャ
Microsoft Mailは共有ファイルメールシステムであり "postoffice" は、任意のファイルサーバに常駐できるファイルのパッシブデータベースでした。クライアントは、マップされたネットワークドライブとファイル共有を使用して、postofficeにメールを書き込んだ。クライアントは、自分のpostofficeのメッセージ転送エージェント（MTA）としても機能し、必要に応じてpostoffice上のメッセージを移動する。これには、他のpostofficeへのアウトバウンド配信用のメッセージのキューイングや、外部ソースからの到着としてキューに入れられたメッセージの処理が含まれる。
postoffice間を移動する必要のあるメールは、元々MS-DOSで実行されていたExternal（external.exe）と呼ばれる外部MTAによって移動された。 External for OS/2 1.31のバージョンは、Microsoft Mail for PC Networksバージョン3.2で追加され、マルチタスクMTA for Windows NTはバージョン3.5で追加された。これは、Windows NTおよびWindows 2000のOS/2サブシステムで実行され、NT管理ユーティリティによる制御を可能にするフックを含むラッパーを備えたバージョン3.2a外部で構成されていた。
データベースの設計とサーバのパッシブな性質により、いくつかの弱点があった。 「ヘッダー」と「エンベロープ」のアドレス指定データが完全に区別されていないため、Bcc:などの現在の標準機能を実装できなかった。メーリングリストの機能にも同様に問題があった。また、1つのpostofficeは500メールボックスに制限されていた。大企業では、これらのpostofficeを接続するために、多くのpostofficeと多くのMTAが必要になってしまう。スケジュールデータとアドレスリストもこれらのpostofficeにローカルに保存されていたため、移動スケジュールとグローバルアドレスブック情報にはさらに、DispatchとMicrosoft Schedule+ Distribution Agentと呼ばれる別々のエージェントが導入された。Dispatchは、MS Mail3.xディレクトリ同期プロトコルを使用してグローバルアドレスリストのさまざまなコピーを同期した。

### クライアントアーキテクチャ
メッセージのクライアント処理は、製品の存続期間を通じて一貫性がなかった。 MS-DOS、ダイヤルアップ、およびMac OSのクライアントは、サーバにメッセージを保存した。 一方、Windows、OS/2クライアントは、ローカルファイル（.MMF）にメッセージをダウンロードした。この.MMFストレージはファイルサーバ上に配置できるが、さまざまなファイルロックの問題により、ユーザーは一度に1台のPCからしかメールにログインできなかった。
さらに、複数のクライアントアーキテクチャ間でMS Mailを使用して作成された異なるデータ保存方式には、さまざまな問題があった。受信トレイは同期できたが、他のフォルダは同期できなかった。つまり、2つのクライアントアーキテクチャ間でアクセスできるのは受信トレイメッセージのみであった。 MMFストレージにアクセスできるMacOSクライアントの開発は、バージョン3.0が出荷される前に放棄されたが、バグがあったにせよ内部的に動作していたバージョンは存在していた。
WindowsおよびOS/2クライアントは、MAPI 0と呼ばれる初期バージョンのMAPIを中心に構築されており、理論的には、MAPI DLLを適切なシステムの完全準拠DLLに置き換えることで、クライアントが任意のサーバと通信できるようにすることができる。 Microsoft Mail 3.xサーバ製品とは異なり、クライアントはBcc：機能をサポートすることができた。この機能は、サーバアーキテクチャの制限により、PCネットワークユーザー向けのMicrosoft Mailには公開されなかったが、非公開仕様としてMAPI.DLLには実装され、特定のクライアントがXenixベースのメールトランスポートシステムとこの機能を使って通信できるようになった。 Microsoft MailについてのMicrosoft Pressの本の初版は、すぐに回収されたが、そこではXenixバックエンドからのスクリーンショットを誤って使用し、クライアントのこの隠された機能が明らかになっていた。

### ゲートウェイ
他の電子メールシステムへの接続は、「外部メールシステム」へのゲートウェイによって可能になった。 マイクロソフトは、PROFS、SNADS  (Office Vision)、SMTP、X.400 over X.25 、 NovellのMessage Handling System（MHS）、 MCI Mail、 AT＆T Mailなどへのゲートウェイを出荷した。これらのゲートウェイを実行していた多くの企業は、Microsoft Exchange 4.0が出荷されると、すぐにそれらをMicrosoft Exchange Serverコネクタに置き換えた。特に、MS MailからExchangeへの移行の初期段階で、Microsoft Mail for PC Networks GatewayからSMTPへのMicrosoft Exchange Internet Mail Connectorへ置き換えを行うことになっていた。このコネクタは後日Microsoft Exchange Internet MailServiceに名前が変更された。
UUCPベースの電子メールシステムへの接続は、Unixシステムと組み合わせたMicrosoft Mail Gateway to SMTPクライアントを使用して間接的にサポートされ、通常はsendmailをスマートホストとして実行していた。 SCO UnixとInteractive Unixはどちらもこの構造に推奨される製品だったが、SMTP-UUCPスマートホスト対応システムであればどれでも機能した。